# Budzyno-Lipniki
Budzyno-Lipniki – wieś w Polsce położona w województwie mazowieckim, w powiecie makowskim, w gminie Czerwonka.
W skład sołectwa Budzyno-Lipniki wchodzi także wieś Nowe Zacisze.
W latach 1975–1998 miejscowość administracyjnie należała do województwa ostrołęckiego.